# Lijst van Alarmschijven in 1978
Deze hits waren in 1978 Alarmschijf bij Veronica op Hilversum 3:
| Nr. | Datum        | Artiest                               | Titel                                      | Hoogste positie in Top 40 |
| --- | ------------ | ------------------------------------- | ------------------------------------------ | ------------------------- |
| 424 | 7 januari    | Eruption                              | I can't stand the rain                     | 5                         |
| 425 | 14 januari   | Vader Abraham & de Smurfen            | Smurfenbier                                | 5                         |
| 426 | 21 januari   | Baccara                               | Darling                                    | 11                        |
| 427 | 28 januari   | The Sweet                             | Love Is Like Oxygen                        | 16                        |
| 428 | 4 februari   | Bee Gees                              | Stayin' Alive                              | 1(3wk)                    |
| 429 | 11 februari  | Althea & Donna                        | Uptown Top Ranking                         | 24                        |
| 430 | 18 februari  | Earth, Wind and Fire                  | Fantasy                                    | 6                         |
| 431 | 25 februari  | Doug Ashdown                          | Winter in America                          | 13                        |
| 432 | 4 maart      | Udo Jürgens & Judy Cheeks             | Einmal Wenn Du Gehst                       | 16                        |
| 433 | 11 maart     | Raydio                                | Jack and Jill                              | 20                        |
| 434 | 18 maart     | Talking Heads                         | Psycho killer                              | 11                        |
| 435 | 25 maart     | Terry Dactyl and the Dinosaurs        | Come Away                                  | 20                        |
| 436 | 1 april      | Mistral                               | Starship 109                               | 9                         |
| 437 | 8 april      | Boney M                               | Rivers of Babylon / Brown Girl in the Ring | 1(9wk)                    |
| 438 | 15 april     | Gerry Rafferty                        | Baker Street                               | 9                         |
| 439 | 22 april     | Champagne                             | Light Up My Eyes                           | 11                        |
| 440 | 29 april     | Henk Wijngaard                        | Met de vlam in de pijp                     | 6                         |
| 441 | 6 mei        | Izhar Cohen & The Alphabeta           | A-ba-ni-bi                                 | 12                        |
| 442 | 13 mei       | Showaddywaddy                         | I Wonder Why                               | 15                        |
| 443 | 20 mei       | Santana                               | I'll Be Waiting                            | 11                        |
| 444 | 27 mei       | Long Tall Ernie & the Shakers         | Golden Years Of Rock 'N' Roll              | 6                         |
| 445 | 3 juni       | Rolling Stones                        | Miss You                                   | 2                         |
| 446 | 10 juni      | Status Quo                            | Hold You Back                              | 8                         |
| 447 | 17 juni      | Michael Zager Band                    | Let's all chant                            | 4                         |
| 448 | 24 juni      | Johnny Mathis & Deniece Williams      | Too much, too little, too late             | 3                         |
| 449 | 1 juli       | Bob Seger & The Silver Bullet Band    | Still the Same                             | 13                        |
| 450 | 8 juli       | Wings                                 | Deliver Your Children / I've Had Enough    | 9                         |
| 451 | 15 juli      | Gladys Knight & The Pips              | Come Back And Finish What You Started      | 17                        |
| 452 | 22 juli      | O'Jays                                | Use Ta Be My Girl                          | 19                        |
| 453 | 29 juli      | Henk Wijngaard                        | Ik Heb M'n Wagen Volgeladen                | 20                        |
| 454 | 5 augustus   | Ike & Tina Turner                     | Nutbush City Limits                        | 12                        |
| 455 | 12 augustus  | Lindisfarne                           | Run For Home                               | 22                        |
| 456 | 19 augustus  | Jeff Wayne & Justin Hayward           | The Eve of the War                         | 3                         |
| 457 | 26 augustus  | Blondie                               | I'm Gonna Love You Too                     | 7                         |
| 458 | 2 september  | Commodores                            | Three Times A Lady                         | 3                         |
| 459 | 9 september  | Boston                                | Don't Look Back                            | 12                        |
| 460 | 16 september | John Travolta & Olivia Newton-John    | Summer Nights                              | 2                         |
| 461 | 23 september | Chris Rea                             | Fool (If You Think It's Over)              | 25                        |
| 462 | 30 september | The Shirts                            | Tell me your plans                         | 4                         |
| 463 | 7 oktober    | Jimmy Bo Horne                        | Let Me (Let Me Be Your Lover)              | 23                        |
| 464 | 14 oktober   | Supermax                              | Love Machine                               | 11                        |
| 465 | 21 oktober   | Foxy                                  | Get Off                                    | 1(2wk)                    |
| 466 | 28 oktober   | Queen                                 | Bicycle Race                               | 7                         |
| 467 | 4 november   | Rose Royce                            | Love Don't Live Here Anymore               | 10                        |
| 468 | 11 november  | Ruth McKenny & Banny Bright Orchestra | Rocking In The Street                      | 15                        |
| 469 | 18 november  | John Travolta                         | Sandy                                      | 6                         |
| 470 | 25 november  | Rod Stewart                           | Da Ya Think I'm Sexy?                      | 4                         |
| 471 | 2 december   | Village People                        | YMCA                                       | 1(3wk)                    |
| 472 | 9 december   | Chorale                               | Riu Riu                                    | 28                        |
| 473 | 16 december  | New Dutch Organ Group                 | Holland Disco                              | 18                        |
| 474 | 23 december  | Elton John                            | Song for Guy                               | 6                         |
| -   | 30 december  | geen Alarmschijf                      | geen Alarmschijf                           | geen Alarmschijf          |

1969 ·
1970 ·
1971 ·
1972 ·
1973 ·
1974 ·
1975 ·
1976 ·
1977 ·
1978 ·
1979 ·
1980 ·
1981 ·
1982 ·
1983 ·
1984 ·
1985 ·
1986 ·
1987 ·
1988 ·
1989 · 
1990 · 
1991 · 
1992 · 
1993 · 
1994 · 
1995 · 
1996 · 
1997 · 
1998 · 
1999 · 
2000 · 
2001 · 
2002 · 
2003 · 
2004 · 
2005 · 
2006 · 
2007 · 
2008 · 
2009 ·
2010 ·
2011 ·
2012 ·
2013 ·
2014 ·
2015 ·
2016 ·
2017 ·
2018 ·
2019 ·
2020 ·
2021 ·
2022 ·
2023 ·
2024 ·
2025